# Galit Gutmann

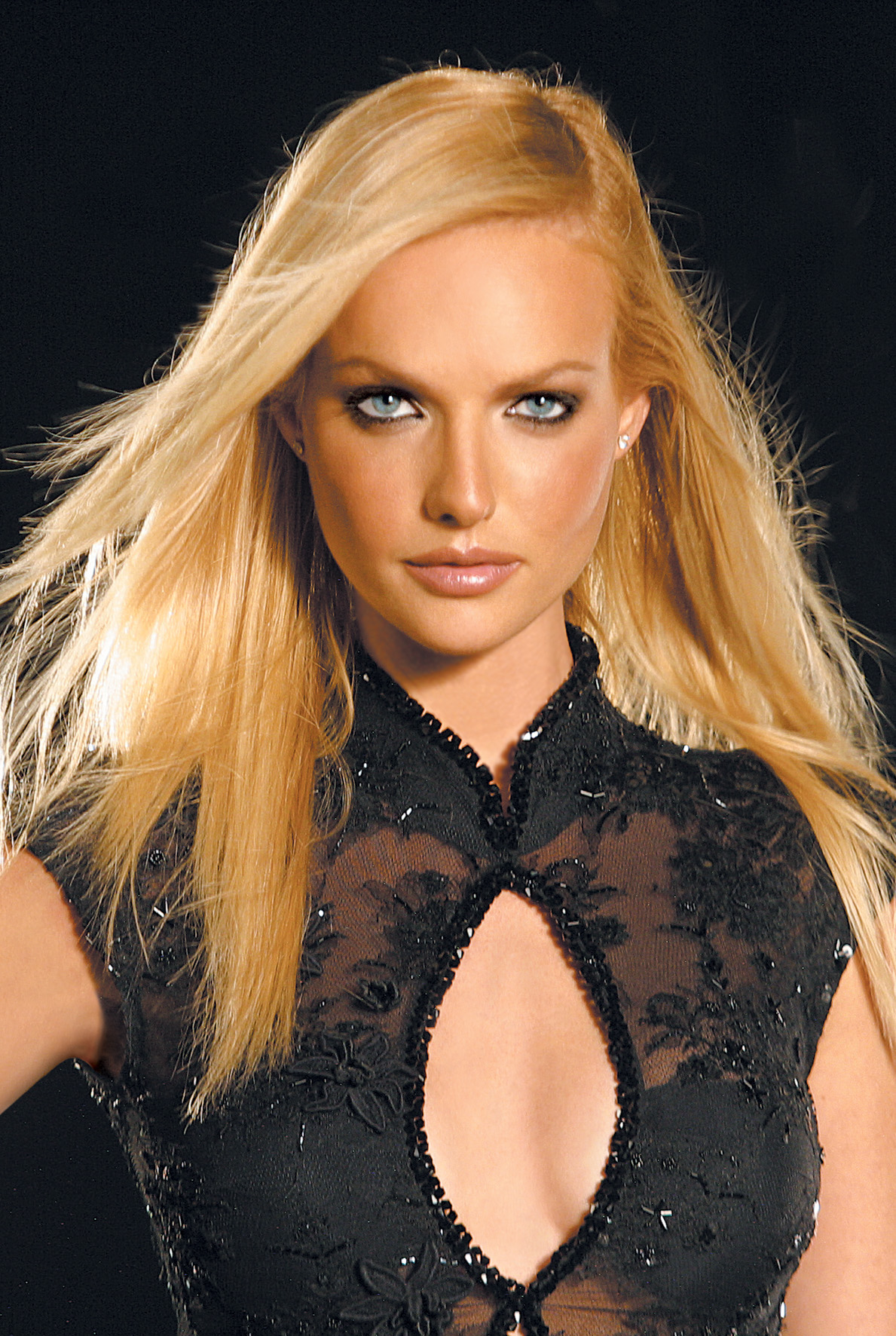
Galit Gutmann (2008)

Galit Gutmann (hebräisch גלית גוטמן; * 23. September 1972 in Herzlia) ist ein israelisches Model sowie Filmschauspielerin und Moderatorin.

## Leben
Sie begann ihre Modelkarriere mit 17 Jahren nach dem Gewinn der Auszeichnung „Entdeckung des Jahres“. Ab 1998 spielte sie die Modedesignerin „Odelia Tzipori“ in der Seifenoper Ramat Aviv Gimmel. Es folgten noch kleinere Einsätze in TV-Serien-Episoden.
Von 2006 bis 2008 moderierte sie die Fernsehsendung HaDugmaniot, die israelische Version von America’s Next Top Model.

## Filmografie (Auswahl)
- 1998–2000: Ramat Aviv Gimmel (Fernsehserie, 55 Folgen)